# Lotongus avesta
Lotongus avesta är en fjärilsart som beskrevs av William Chapman Hewitson 1868. Lotongus avesta ingår i släktet Lotongus och familjen tjockhuvuden. Inga underarter finns listade i Catalogue of Life.